# Pyrenaria hirta
Pyrenaria hirta là một loài thực vật có hoa trong họ Theaceae. Loài này được (Hand.-Mazz.) H. Keng miêu tả khoa học đầu tiên năm 1972.